# Bad Wilsnack
Bad Wilsnack è una città di 2 577 abitanti del Brandeburgo, in Germania.
Appartiene al circondario (Landkreis) del Prignitz (targa PR) ed è capoluogo della comunità amministrativa Amt Bad Wilsnack/Weisen.

## Geografia antropica

### Suddivisioni amministrative
Il territorio comunale si divide in 2 zone, corrispondenti all'area urbana e a 1 frazione (Ortsteil):
- Bad Wilsnack (area urbana), con le località:
  - Groß Lüben
  - Haaren
  - Jacken
  - Karthan
  - Klein Lüben
  - Scharleuk
- Grube, con la località:
  - Sigrön